# 269 Юстиція
269 Юстиція (269 Justitia) — астероїд головного поясу, відкритий 21 вересня 1887 року Йоганном Палізою у Відні.

## Місія ОАЕ до поясу астероїдів
У травні 2023 року Космічне агентство Саудівської Аравії та Університет Колорадо в Боулдері оголосили про місію до поясу астероїдів, яку планують запустити у 2028 році. Космічний зонд має відвідати шість астероїдів головного поясу (10253 Вестервальд, 623 Химера, 13294 Рококс, (88055) 2000 VA28, (23871) 1998 RC76 та (59980) 1999 SG6) і спробує здійснити посадку на 269 Юстиція.